# Stazione di Acerra (Circumvesuviana)
Stazione di Acerra vasútállomás Olaszországban, Acerra településen.

## Vasútvonalak
Az állomást az alábbi vasútvonalak érintik:
- Pomigliano d'Arco-Acerra-vasútvonal

## Kapcsolódó állomások
A vasútállomáshoz az alábbi állomások vannak a legközelebb: